# Кнышовка (Козельщинский район)
Кнышовка (укр. Книшівка) — село,
Песковский сельский совет,
Козельщинский район,
Полтавская область,
Украина.
Код КОАТУУ — 5322084204. Население по переписи 2001 года составляло 105 человек.

## Географическое положение
Село Кнышовка находится на левом берегу реки Псёл,
выше по течению на расстоянии в 4 км расположено село Пески,
ниже по течению на расстоянии в 2,5 км расположено село Йосиповка,
на противоположном берегу — село Ламаное (Глобинский район).
Река в этом месте извилистая, образует лиманы, старицы и заболоченные озёра.
Рядом с селом проходит газопровод «Союз».

## История
Село указано на специальной карте Западной части России Шуберта 1826-1840 годов как Книшовка

## Происхождение названия
В некоторых документах село называют Кнышевка.
На территории Украины 2 населённых пункта с названием Кнышовка.